# Tomás Bretón

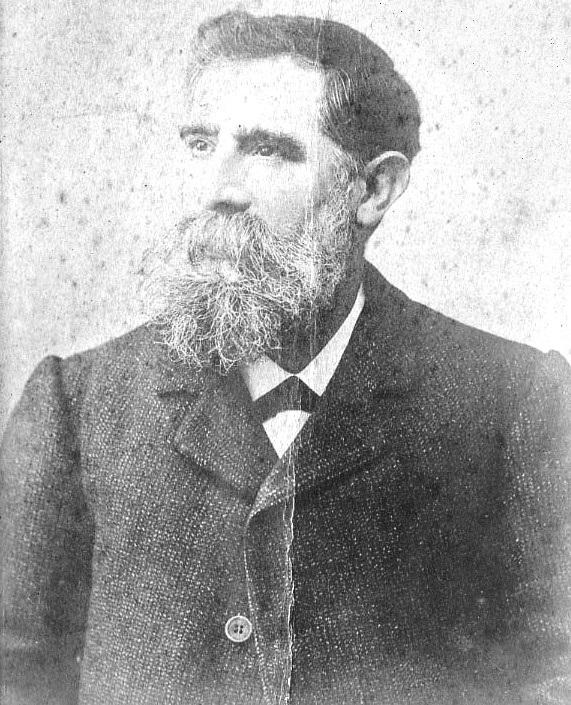
Tomás Bretón.

Tomás Bretón (* 29. Dezember 1850 in Salamanca; † 2. Dezember 1923 in Madrid) war ein spanischer Komponist.

## Leben
Tomás Bretón stammte aus ärmlichen Verhältnissen, war sehr musikalisch und studierte so erfolgreich Violine, dass er schon im Alter von 14 Jahren Konzertmeister des Theaterorchesters seiner Geburtsstadt wurde. Danach setzte er seine Ausbildung in Madrid fort. Hier begann er bald zu komponieren und erzielte erste Erfolge. Er wandte sich schließlich der Oper und der Zarzuela zu und konnte 1874 und 1875 erste Werke zur Aufführung bringen. Stipendien ermöglichten ihm danach Aufenthalte im Ausland. Nach seiner Rückkehr in die spanische Hauptstadt konnte er seine vorherigen Erfolge noch übertreffen und galt Ende des 19. Jahrhunderts als einer der hervorragendsten Vertreter der spanische Musikbühne. Seine Oper Die Liebenden von Teruel wurde fünfmal an der Wiener Hofoper gegeben. Daneben wirkte er als Lehrer für Komposition am Madrider Konservatorium und Musikschriftsteller.
Im Jahre 1901 wurde er Direktor des Konservatoriums von Madrid. Diese Position behielt er bis zu seiner Pensionierung im Jahr 1921. Er bemühte sich, die Lehre an der Institution zu modernisieren und ihre internationale Ausrichtung zu erweitern. Er starb am 2. Dezember 1923 in Madrid.

## Bedeutung
Bretón war einer der Hauptvertreter der spanischen Oper und der Renaissance der Zarzuela in der zweiten Hälfte des 19. Jahrhunderts. Neben seinen populären Bühnenwerken schuf er auch einige rein instrumentale Werke.

## Werke (Auswahl)
Opern
- Guzmán il bueno
- Los amantes de Teruel (1889)
- Garin (1892)
- La Dolores (1895)
- Raquel (1900)
- Tabaré (1903)
- Farinelli

Zarzuelas
- El Campanero de Begoña
- El clave rojo
- Covadonga
- El bautizo de pepin
- El guardia de Corps
- La verbena de la paloma (1894)
- El Caballo del Senorito (1901)

Verschiedene Werke
- 3 Sinfonische Gedichte
- Escenas andaluzas Suite für Orchester
- 3 Streichquartette